# Народно читалище „Боян Пенев – 1949“
Народно читалище „Боян Пенев – 1949“ е читалище в жилищен комплекс „Тракия“, Шумен. То е разположено на улица „Одрин“ № 12. Основано е през 1949 г.
Читалището е регистрирано под номер 12 в Министерство на културата на България. Към него има: 2 дейности – Фолклорна група Тракия, Група за пресъздаване на народни обичаи; 4 школи – класически балет, пиано, изобразително изкуство, английски език, 5 клуба – Ние в обществото, Екология, Приказен свят, библиотека с около 15 000 тома книги.
В читалището се отбелязва „Деня на християнското семейство“.

## История
Читалището е учредено на 23 януари 1949 г. на общо квартално публично събрание. Приет е устав на читалището. Избран е Управителен съвет в състав: Петър Станков Керемидчиев (председател), Иван Христов Николов, Коста Вълков Николов, Иван Николов Ников, Стоян Димитров, Христо Русев Стоянов, Георги Николов Георгиев, Димитър Станков Керемидчиев и Султана Георгиева Тодорова. Сформирана е и тричленна контролна комисия в състав: Дамян Маринов Костов, Георги Вълков Николов и Емил Иванов Касабов. Решено е читалището да носи името „Тракия“.
На своето първо заседание, проведено на 13 април 1949 г., Управителният съвет приема изготвения план за строеж на читалищна сграда. Осигурените от Общината материали (тухли и камъни) и доброволния труд и паричните дарения на тракийци се оказват недостатъчни. През 1950 г. строежът е замразен. Едва през 1956 г. сградата е завършена, а официалното й откриване става на 3 февруари 1957 г. Сградата е двуетажна и е със застроена площ 183 кв. метра.
Обособена е библиотека, сформирани са фолклорен състав от около 20 души и драматичен състав.
През 1958 г. ръководствата на Тракийската организация и на читалището се обединяват. През 1961 г. принудително е ликвидирана Тракийската организация. За кратко е преустановена и дейността на читалището. Сградата е одържавена. През 1982 г. читалището е преименувано на името на видния литературен критик и историк , шуменеца проф. Боян Пенев.
През следващите години кварталът се разраства, а читалището разширява дейността си. Сградата се оказва недостатъчна за задоволяване на многобройните културни и обществени прояви и се нуждае от основен ремонт. През 1990 г. на читалището е предоставена за стопанисване и ползване и сградата на старото училище. След направения ремонт в нея е изнесена цялата дейност на читалището и до днес.
От 1981 г. председател на Читалищното настоятелство е Димитър Димиев. Секретар на читалището е Виолета Папазова.
Читалище „Боян Пенев“ е носител на орден „Кирил и Методий“ – ІІ степен и на Наградата на Шумен.